# Victor Danielsen

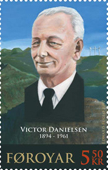
Victor Danielsen en un sello postal feroés de 2007.

Victor Danielsen (Søldarfjørður, 28 de marzo de 1894 — Fuglafjørður, 2 de febrero de 1961) fue un misionero cristiano de las Islas Feroe, perteneciente a la Hermandad de Plymouth. Es conocido por ser el primer traductor de la Biblia al idioma feroés.

## Biografía
Danielsen nació en el poblado de Søldarfjørður, en la isla Eysturoy, en 1894. Entre 1911 y 1914 estudió en la escuela normal de Tórshavn, donde se graduó con honores. En septiembre de 1914 comenzó a trabajar como profesor temporal en Fuglafjørður y pueblos vecinos, pero al cabo de siete meses decidió renunciar al considerar que la enseñanza que se daba a los niños era contraria a la Biblia.
En 1914, de regreso a su aldea, comenzó a celebrar reuniones evangélicas y a escribir artículos periodísticos de temática religiosa muy críticos a la iglesia oficial, la Iglesia de Dinamarca. Hacia 1915 abandona a ésta y se dedica a predicar la doctrina de la Hermandad de Plymouth, un movimiento de origen británico llevado a las Islas Feroe por William Gibson Sloan a finales del siglo XIX. Danielsen jugaría un papel importante en la difusión de este movimiento en territorio feroés. Primero desde su pueblo natal, y después desde Fuglafjørður, a donde se mudó con su esposa en 1928, Danielsen llevó su actividad misionera hasta los poblados feroeses más pequeños, fundando congregaciones y construyendo centros comunitarios.
Además de su obra misionera, Danielsen tuvo una destacada actividad como escritor y traductor. En 1920 publicó su primer libro, que contenía 85 himnos, y para  1952 publicó una extensa obra con 1125 himnos, de los cuales 25 eran de su autoría y el resto traducciones, principalmente del inglés. A finales de la década de 1950 se encontraba traduciendo los Salmos de la Pasión del poeta islandés Hallgrímur Pétursson. También cultivó la prosa: realizó dos relatos propios sobre la segunda venida de Cristo y tradujo 18 obras de John Bunyan, Charles Spurgeon, Dwight L. Moody y Christopher Newman Hall, entre otros.
En 1932 publicó la Epístola a los gálatas traducida al feroés, y en 1937 la traducción completa del Nuevo Testamento, unas semanas antes de la traducción de Jákup Dahl, quien había sido comisionado oficialmente para ese propósito por la Iglesia de Dinamarca. Para 1939 tenía listo el manuscrito de la traducción del Antiguo Testamento, pero debido al estallido de la Segunda Guerra Mundial, su obra no vería la luz sino hasta 1949, doce años antes de la traducción de Dahl y Viderø. Danielsen no tenía conocimientos de lenguas clásicas, por lo que su traducción de la Biblia se apoyó en ediciones modernas en inglés, en alemán y en lenguas nórdicas, a diferencia de la obra de Dahl y Viderø.